# Коппу (тайфун)
Тайфун «Коппу» (англ. Typhoon Koppu)  известный на Филиппинах как Тайфун Ландо (англ. Typhoon Lando) — мощный и разрушительный тропический циклон, обрушившимся на Лусон в октябре 2015 года. Это был двадцать четвертый по счету шторм и пятнадцатый тайфун ежегодного сезона тайфунов.. Название по международной классификации Koppu («Чаша»).

## Ход событий
16-17 октября власти начали эвакуацию провинций Аврора и Изабелла. Всего эвакуировано около 15 000 местных жителей.
По предварительным прогнозам синоптиков скорость ветра должна была достигать до 180 км в час.
18 октября ветер достиг скорости 250 км в час. Выпадает значительное количество осадков, образовалась угроза разрушения домов.

## Последствия
Затоплены дома и дороги, эвакуированы десятки тысяч человек из населенных пунктов на побережье.
По состоянию на 21 октября жертвами тайфуна стали 47 человек. Люди погибли в результате вызванных тайфуном наводнений, а также оползней и падения деревьев. Несколько человек считаются пропавшими без вести.
По предварительным оценкам правительства Филиппин, ущерб, нанесенный тайфуном сельскому хозяйству и инфраструктуре, оценивается примерно в 115 миллионов долларов.